# Jaume Francesch i Saènz
Jaume Francesch i Saènz (Barcelona, 1942 - 1994) fou un violinista català. Deixeble de J. Massià i d'E. Ribó al Conservatori Municipal de Barcelona, l'any 1968 va guanyar el premi Gienes. Fou concertino de l'Orquestra Ciutat de Barcelona, on ingressà el 1967 i tres anys més tard entrà a l'orquestra del Liceu, de la qual també fou concertino. Va ser membre del Quartet Sonoro, des de la seva fundació l'any 1974, juntament amb Mercè Serrat (violí), la seva dona, Aureli Vila (viola) i Pere Busquets (violoncel). A més, va exercir la docència com a catedràtic de violí al Conservatori del Liceu.